# Joseph Wloka

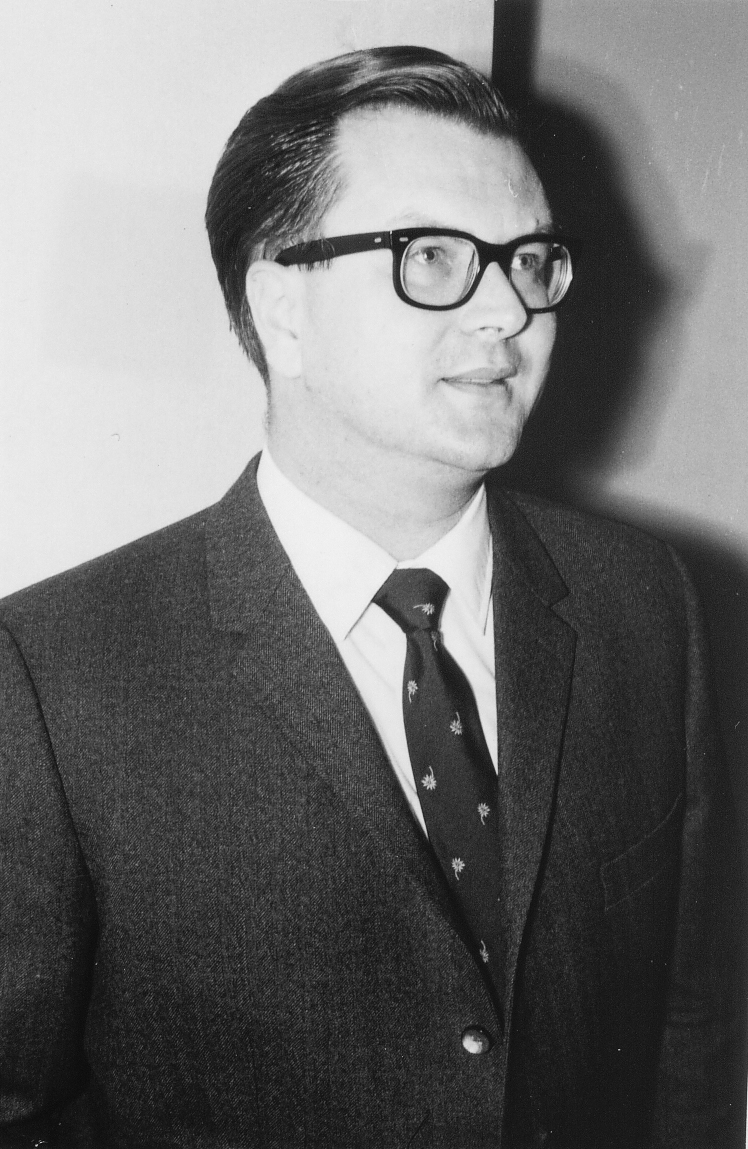
Joseph Wloka 1967 in Oberwolfach

Joseph Theodor Wloka (* 4. März 1929 in Gleiwitz-Sossnitza) ist ein deutscher Mathematiker, der sich mit Funktionalanalysis beschäftigte.

## Leben und Wirken
Joseph Wloka studierte 1949 bis 1958 Mathematik und Physik in Breslau bei Hugo Steinhaus, Edward Marczewski und Stanislaw Loria, und von 1954 bis 1958 zusätzlich an der Akademie der Wissenschaften in Warschau bei Jan Mikusiński und Roman Sikorski. Er wurde 1958 mit der Dissertation „Über die Anwendung der Operatorenrechnung auf lineare Differential-Differenzengleichungen mit konstanten Koeffizienten“ an der Ruprecht-Karls-Universität Heidelberg promoviert und war von 1958 bis 1962 Assistent und von 1962 bis 1968 Dozent in Heidelberg. Von 1968 bis 1994 war er Professor für Mathematik an der Christian-Albrechts-Universität zu Kiel.
Joseph Wlokas Werk umfasst 6 Bücher und 50 Publikationen über Funktionalanalysis und Distributionen, Lösung des Tomographenproblems 1953, Algebra, Körper von Operatoren, partielle Differentialgleichungen, elliptische Systeme, Galois-Gruppen von gewöhnlichen Differentialgleichungen und Reduzierungsprobleme.

## Schriften
- Klaus Floret, Joseph Wloka: Einführung in die Theorie der lokalkonvexen Räume (Lecture Notes in Mathematics), Springer, 1968, ISBN 3-540-04226-1
- Joseph Wloka: Grundräume und verallgemeinerte Funktionen (Lecture Notes in Mathematics), Springer, 1969, ISBN 3-540-04250-4
- Joseph Wloka: Funktionalanalysis und Anwendungen, de Gruyter, 1971, ISBN 3-110-01989-2
- Alexander Voigt, Joseph Wloka, Hilberträume und elliptische Differentialoperatoren, BI, 1982, ISBN 3-411-01435-0
- Joseph Wloka: Partial Differential Equations, Cambridge University Press, 1987, ISBN 0-521-27759-0
- Joseph Wloka, B. Rowley, Bohdan Lawruk: Boundary Value Problems for Elliptic Systems, Cambridge University Press, 2008, ISBN 0-521-06143-1